# Aghbal
Aghbal (em árabe: أغابال) é uma comuna localizada na província de Tipasa, Argélia, cerca de setenta quilômetros a oeste da capital provincial Tipasa. Sua população estimada em 2008 era de 7 122 habitantes.